# شبح پادشاه لئوپولد
شبح پادشاه لئوپولد (انگلیسی: King Leopold's Ghost) داستان طمع، وحشت و قهرمانی در آفریقای استعماری (۱۹۹۸) یک کتاب تاریخی پرفروش توسط آدام هوچیلد است که به بررسی استثمار دولت آزاد کنگو توسط لئوپولد دوم، پادشاه بلژیک بین سال‌های ۱۸۸۵ تا ۱۹۰۸ می‌پردازد. و همچنین جنایت‌ها در دولت آزاد کنگو که در آن دوره انجام شد. این کتاب، همچنین زندگی‌نامه‌ای کلی از زندگی خصوصی لئوپولد، در دهه‌های اخیر در افزایش آگاهی عمومی از این جنایات موفق بوده‌است.
در آن زمان این کتاب توسط ۹ مؤسسه از ده مؤسسه انتشاراتی ایالات متحده که طرح کلی کتاب برای آنها ارسال شده بود رد شد، اما به یک کتاب پرفروش غیرمنتظره تبدیل شد و جایزه معتبر تاریخ مارک لینتون را برای سبک ادبی دریافت کرد. همچنین برنده جایزه داف کوپر در سال ۱۹۹۹ شد. تا سال ۲۰۱۳ بیش از ۶۰۰٬۰۰۰ نسخه به ده‌ها زبان چاپ شد.
این کتاب اساس یک فیلم مستند به همین نام در سال ۲۰۰۶ به کارگردانی پیپا اسکات و روایت دان چیدل است.